# Ladies Football Academy Szczecin
Ladies Football Academy – szczecińska żeńska drużyna piłki nożnej założona w 2019 roku. Klub występuje w II Lidze Kobiet gr. północna. Jest to ich historyczny, pierwszy sezon na trzecim szczeblu rozgrywkowym.

## Sukcesy
- 3 Puchary Polski ZZPN 2021,2022,2023[4][5][6]
- Medal Mistrzostw Świata Kobiet w Amp futbolu (2024 - Emilia Spunda)[7][8]
- Awans do II Ligi Kobiet 2024[3]